# Malia
Malia (Maliya) fou un estat tributari protegit a l'agència de Kathiawar, prant de Halar, a la presidència de Bombai amb una superfície de 267 km² i una població el 1901 de 9.075 habitants en 17 pobles. El territori era pla i el clima sec. Els ingressos s'estimaven el 1903 en 156.000 rúpies. Era un estat de quarta classe de Kathiawar; el thakur va ser ascendit de cinquena a quarta classe quan se li va encarregar la vigilància del mianes o miyanes, una tribu que feia depredacions a la zona.
Era de la branca sènior de la casa reial de Kutch i parent també de la casa de Morvi; Kanyaji, fundador de la casa de Morvi, va deixar 8 fills dels quals el sisè Modaji va rebre en feu Malia, Khakhrechi i Vadharava a Macchu Kantha i el poble de Vandhya i l'àrea de Bhimadevka de Fulpara-Sikarpur a Vagad); la tribu dels miyanes va ser portada per Modaji des del Sind per poder escapoliur-se de la dependència de Morvi; amb el seu ajut Malia va ocupar diversos pobles a Macchu Kantha (la riba del Macchu) i es va fer independent. Va esdevenir protectorat el 1807.
El tribut pagat era de 136 lliures conjuntament al nawab de Junagarh i al Gaikwar de Baroda. L'exèrcit ver 1880 era de 62 homes. La capital era Malia o Maliya a 23° 04′ N, 70° 46′ E / 23.067°N,70.767°E a 35 km al nord-oest de Morwi o Morvi amb una població el 1881 de 4.082 habitants.

## Llista de thakurs
- Thakur Sahib KANYAJI RAVAJI, jadeja rajput, fundador de Morvi el 1697, fill de Jam Ravaji Rayadhanji de Kutch,
- Thakur Saheb DEVAJI MODAJI (sisè fill), capital a Vadharva
- Thakur Saheb NATHAJI MODAJIn (germà) de Wandhia, va heretar Malia
- Thakur Saheb VIBHAJI NATHAJI (fill) ?-1802
- Thakur Saheb DOSAJI VIBHAJI (fill) 1802-1810
- Thakur Saheb SATAJI DOSAJI (fill) 1810-?
- Thakur Saheb MULVAJI (fill) ?-1875
- Thakur Saheb MODJI MULVAJI (fill) 1875-1907
- Thakur Saheb RAISINHJI MODJI (fill) 1907-1930
- Thakur Saheb HARISHCHANDRASINHJI GUMANSINHJI (fill) 1930-1939
- Thakur Saheb BHUPENDRASINHJI HARISHCHANDRASINHJI (fill) 1939-1948 (+ després de 1970)

## Òpera
El compositor italià Francesco Paolo Frontini va compondre el 1893 una òpera amb aquest nom.